# Resist
Resist — седьмой студийный альбом Нидерландской симфоник-метал группы Within Temptation. Его планировалось выпустить 14 декабря 2018 года, но из-за производственных проблем он был выпущен 1 февраля 2019 года. В альбоме присутствует ряд приглашённых гостей, таких как Джекоби Шэддикс (Papa Roach), Андерс Фриден (In Flames) и Джаспер Стиверлинк (Arid). Лид-сингл «The Reckoning», был выпущен в полночь 14 сентября 2018 года, где в качестве приглашённого вокалиста выступил Джекоби Шэддикс. Промежуток между выходом предыдущего альбома Hydra и нынешнего Resist является самым длинным по сравнению с остальными релизами группы.

## Об альбоме
После завершения обширного тура и гастролей группы в поддержку Hydra вокалистка Шарон ден Адель переживала процесс истощения и творческого кризиса. Шарон также столкнулась и с личными проблемами, которые заставили её отказаться от написания песен для группы на неопределённое время, чтобы сосредоточиться на себе. За это время она сумела снова начать сочинять, но на этот раз для себя, как способ справиться с личными проблемами. Поскольку написанные песни не были ориентированы для рок-музыки и не подходили для группы, Шарон решила выпустить их в качестве сольного проекта под названием My Indigo.
После записи более «ламповых и личных песен» Шарон снова оказалась в нужном русле, чтобы писать более мощные и глобальные песни в стиле Within Temptation. По окончании 2017 года Шарон Ден Адель объявила выпуск сольного альбома, а также, что группа уже вернулась в студию для записи новых песен и подготовки возможного нового альбома в 2018 году, который официально был анонсирован 13 сентября. Она также заявила, что этот альбом был самым трудным для группы, поскольку у них не было никакого направления, пока ден Адель не оправится от эмоционального выгорания и не справится с личными проблемами. Когда, наконец, проблемы решились, группа смогла записать альбом менее чем за год. Временной интервал между выходом Resist и Hydra наибольший для студийных альбомов группы.
В интервью журналу Metal Hammer Шарон ден Адель рассказала, что группа черпает вдохновение из современной музыки, но придает ей «тёмный» оттенок, и главная цель всегда состояла в том, чтобы собрать фрагменты из тех звуков, которые нам понравились, а после сделать всё это настолько брутальным, насколько это возможно, что позволило бы нам сформировать новый музыкальный мир, который будет тяжелее, грязнее и футуристичнее, чем когда-либо создавали раньше. И поскольку основным вдохновителем послужила современная поп-музыка, Шарон указала, что это не будет поп-запись, и, вероятно, её не будут крутить по радио.
В конце ноября 2017 года, в преддверии выпуска нового материала, группа объявила о европейском турне в конце 2018 года, поскольку у них было несколько новых песен. В начале декабря, почти за год до тура, билеты на оба концерта были полностью раскуплены.
В качестве гостевых вокалистов были приглашены: Джеко́би Шэддикс из Papa Roach, Андерс Фриден из In Flames и Джаспер Стиверлинк из Arid. Шэддикс впервые встретил ден А́дель во время Graspop Metal Meeting в Бельгии. Ему предложили роль лидирующего вокала в открывающем альбом треке — сингле «The Reckoning» после того, как песня уже была завершена, так как группа подумала, что его голос мог бы добавить композиции немного злости, перемешивающийся с уязвимостью и меланхолией. Фриден же был приглашен участвовать в записи «Raise Your Banner» потому, что группа решила, что его опытный экстрим-вокал подошел бы атмосфере и смыслу песни «Firelight» изначально была написана для сольного альбома Адель «My Indigo». В контексте того альбома она смотрелась слишком мрачно и была отложена. Встретив Стиверлинка на Flemish TV show, ден Адель пригласила солиста исполнить часть песни, так как она решила, что между ними есть некая связь, и их голоса прекрасно сочетаются. После некоторых правок, песня попала в финальный треклист альбома. Имев в планах приглашения гостевых вокалистов во время записи, ден Адель сказала, что вокалисты будут выбраны только после того, как песня будет записана, будут обдуманы возможные названия и будет ясно, кто подойдет её стилю и потребностям.
Первый сингл под названием «The Reckoning» был выпущен на следующий день после официального анонса альбома вместе с текст-видео. В сингле Шэддикс является приглашенным вокалистом. На следующий день после окончания фестиваля Wacken Open Air в 2018 году, организаторы объявили группу в качестве хэдлайнера на следующем фестивале. 24 сентября был выпущен официальный видеоклип первого сингла. Голландская газета AD.nl указала на своем веб-сайте, что группа ищет дополнительные материалы для нового музыкального видео, запись которого будет проходить 7 октября 2018 года в городе Зандам. По сведениям газеты, они искали сильных мужчин, чтобы играть футуристических полицейских, а также худых мужчин и женщин, чтобы изобразить футуристических роботов. Несколько дней спустя голландская газета Tubantia заявила, что новым синглом станет «Raise Your Banner», а Роджер Хендрикс — режиссёром и продюсером.
Первая публичная презентация альбома прошла в Великобритании в Devolution.

## Отзывы
| Совокупная оценка | Совокупная оценка |
| Источник          | Оценка            |
| ----------------- | ----------------- |
| Metacritic        | 67/100            |
| Оценки критиков   |                   |
| Источник          | Оценка            |
| AllMusic          | [ 28 ]            |
| Daily Express     | [ 29 ]            |
| Kerrang!          | [ 30 ]            |
| Metal Injection   | 6/10              |
| PopMatters        | 5/10              |
| The Music         | [ 33 ]            |
| The Skinny        | [ 1 ]             |
| Ultimate Guitar   | 7/10              |
| Volkskrant        | [ 35 ]            |

Альбом получил преимущественно положительные отзывы на агрегаторе рецензий Metacritic, средний балл — 67/100. Критик Фэри Труман из британского сайта Devolution, слушая запись, восхвалял свежесть среди симфонического металла, который за последние годы стал более «взрослым», а группа, в свою очередь, смогла примерить поп-музыке «темное пальто». Критик также высоко оценил вокальные данные Шарон ден Адель, которые в момент эмоциональных пиков не затмевают общее звучание группы. Труман закончил свой обзор, утверждая, что данный альбом может стать для Within Temptation таким же как Fallen для Evanescence в своё время, поскольку это «безусловно лучший альбом, который они выпустили на сегодняшний день».

## Список композиций
| №                   | Название                                          | Автор(ы)                                                           | Продюсер(ы)                                    | Длительность |
| ------------------- | ------------------------------------------------- | ------------------------------------------------------------------ | ---------------------------------------------- | ------------ |
| 1.                  | «The Reckoning» (при участии Джекоби Шэддикса)    | Daniel Gibson Robert Westerholt Sharon Den Adel                    | Daniel Gibson Within Temptation Mathijs Tieken | 4:11         |
| 2.                  | «Endless War»                                     | Daniel Gibson Robert Westerholt Sharon Den Adel                    | Daniel Gibson Within Temptation Mathijs Tieken | 4:09         |
| 3.                  | «Raise Your Banner» (при участии Андерса Фридена) | Daniel Gibson Mathijs Tieken Robert Westerholt Sharon Den Adel     | Daniel Gibson Within Temptation Mathijs Tieken | 5:34         |
| 4.                  | «Supernova»                                       | Daniel Gibson Robert Westerholt Sharon Den Adel William Knox       | Daniel Gibson Within Temptation Mathijs Tieken | 5:34         |
| 5.                  | «Holy Ground»                                     | Daniel Gibson Robert Westerholt Sharon Den Adel                    | Daniel Gibson Within Temptation Mathijs Tieken | 4:10         |
| 6.                  | «In Vain»                                         | Daniel Gibson Robert Westerholt Sharon Den Adel William Knox       | Daniel Gibson Within Temptation Mathijs Tieken | 4:25         |
| 7.                  | «Firelight» (при участии Джаспера Стеверлинка)    | Daniel Barkman Daniel Gibson Sarah De Courcy Aston Sharon Den Adel | Daniel Gibson Within Temptation Mathijs Tieken | 4:46         |
| 8.                  | «Mad World»                                       | Daniel Gibson Robert Westerholt Sharon Den Adel                    | Daniel Gibson Within Temptation Mathijs Tieken | 4:57         |
| 9.                  | «Mercy Mirror»                                    | Daniel Gibson Robert Westerholt Sharon Den Adel William Knox       | Daniel Gibson Within Temptation Mathijs Tieken | 3:49         |
| 10.                 | «Trophy Hunter»                                   | Emma Bjernvall Robert Westerholt Sharon Den Adel Stefan Helleblad  | Daniel Gibson Within Temptation Mathijs Tieken | 5:51         |
| Общая длительность: | Общая длительность:                               | Общая длительность:                                                | Общая длительность:                            | 47:43        |

| №                   | Название                                                        | Длительность |
| ------------------- | --------------------------------------------------------------- | ------------ |
| 11.                 | «Raise Your Banner» (при участии Андерса Фридена) (Single Edit) | 3:32         |
| 12.                 | «Endless War» (Single Edit)                                     | 3:42         |
| 13.                 | «Firelight» (при участии Джаспера Стеверлинка) (Single Edit)    | 3:50         |
| 14.                 | «Mad World» (Single Edit)                                       | 3:38         |
| 15.                 | «Supernova» (Single Edit)                                       | 3:35         |
| 16.                 | «The Reckoning» (Instrumental)                                  | 4:11         |
| 17.                 | «Endless War» (Instrumental)                                    | 4:09         |
| 18.                 | «Raise Your Banner» (Instrumental)                              | 5:33         |
| 19.                 | «Supernova» (Instrumental)                                      | 5:33         |
| 20.                 | «Holy Ground» (Instrumental)                                    | 4:08         |
| 21.                 | «In Vain» (Instrumental)                                        | 4:25         |
| 22.                 | «Firelight» (Instrumental)                                      | 4:46         |
| 23.                 | «Mad World» (Instrumental)                                      | 4:57         |
| 24.                 | «Mercy Mirror» (Instrumental)                                   | 3:49         |
| 25.                 | «Trophy Hunter» (Instrumental)                                  | 5:52         |
| Общая длительность: | Общая длительность:                                             | 1:53:19      |

## Участники записи
Within Temptation
- Шарон ден Адель — вокал
- Рюд Йоли — ритм-гитара/ соло-гитара
- Роберт Вестерхольт — ритм-гитара/ соло-гитара
- Стефан Хеллеблад- ритм-гитара/ соло-гитара
- Мартейн Спиренбюрг — клавиши, синтезаторы
- Йерун ван Вен — бас-гитара
- Майк Колен — барабаны

Приглашённые музыканты
- Джекоби Шэддикс — вокал в «The Reckoning»
- Андерс Фриден — вокал в «Raise Your Banner»
- Джаспер Стиверлинк — вокал в «Firelight»